# إينا رودولف
إينا رودولف (بالألمانية: Ina Rudolph )‏ (و. 1969  م) هي ممثلة ألمانية، ولدت في براندنبورغ آن در هافل.

## وصلات خارجية
- إينا رودولف على موقع IMDb (الإنجليزية)
- إينا رودولف على موقع ألو سيني (الفرنسية)
- إينا رودولف على موقع قاعدة بيانات الفيلم (الإنجليزية)
- إينا رودولف على موقع كينوبويسك (الروسية)

- إينا رودولف في قاعدة بيانات الأفلام على الإنترنت